# Liste des comtes et ducs de Vendôme
Cet article présente une liste non exhaustive des comtes puis ducs de Vendôme, connus depuis le Xe siècle.
À partir de 1598, le titre a été concédé à des descendants légitimés de Henri IV, avant de devenir un titre de courtoisie depuis la fin du XIXe siècle.

## Liste des comtes (Xesiècle–1515)

### Bouchardides
| Portrait | Nom                                                            | Période                     | Autres titres                          | Notes |
| -------- | -------------------------------------------------------------- | --------------------------- | -------------------------------------- | --- |
|          | Bouchard Ratepilate († entre 956 et 972)                       | vers 930 – entre 956 et 972 | aucun                                  | Premier comte de Vendôme mentionné par les archives, son statut et son autorité sont discutés. |
|          | Bouchard Ier de Vendôme, dit le Vénérable ou le Vieux († 1007) | entre 956 et 972 – 1007     | comte de Corbeil, de Melun et de Paris | Fils du précédent, il fut envoyé très jeune à la cour du duc Hugues le Grand, et devint un grand fidèle d'Hugues Capet. Ce dernier étant couronné roi des Francs en 987, il cède notamment à Bouchard le comté de Paris, après lui en avoir délégué la vicomté en 981[réf. nécessaire]. Si Hugues Capet lui apporta son aide pour contrer une attaque du comte Eudes de Blois à Melun, la non-intervention de son successeur Robert II (alors remarié à Berthe de Bourgogne, veuve du comte blésois depuis 996) conduisit Bouchard à s'allier avec le comte d'Anjou, Foulques III, dit Nerra.                          |
|          | Renaud de Vendôme, dit l'Évêque ou le Comte-Évêque († 1016)    | 1007 – 1016                 | évêque de Paris                        | Bénéficiant de l'amitié entre son père et Hugues Capet, Renaud est nommé chancelier de France dès 988, puis évêque de Paris en 991,. En 1007, il succéda à son père à Vendôme, mais ne reçut pas le comté de Paris auquel Robert II ne désigne aucun titulaire, laissant la charge au prévôt de Paris ou au comte palatin, le comte Eudes II de Blois. Malgré son épiscopat au sein de la cathédrale Notre-Dame de Paris, il préféra séjourner en Vendômois où il commanda de nombreux défrichements et fonda plusieurs villages et paroisses, dont les actuelles Houssay, Monthodon, Prunay et Villedieu-le-Château,. |

Fidèle à son vœu de célibat en tant que prélat catholique, le comte-évêque Renaud ne laissa pas de descendance, mais il négocia lui-même le mariage de sa nièce, Adèle (unique fille de sa sœur Élisabeth avec Foulques Nerra) avec un cadet de la maison de Nevers, Odon ou Bodon. Le comté est ainsi transmis à son parent masculin le plus proche, son petit-neveu, Bouchard II, en sa qualité de fils issu du mariage entre Adèle de Vendôme-Anjou et de Bodon de Nevers,.

### Maison de Nevers
| Portrait | Nom                                            | Période     | Autres titres | Notes |
| -------- | ---------------------------------------------- | ----------- | ------------- | --- |
|          | Bouchard II de Vendôme, dit le Chauve († 1028) | 1016 – 1028 | aucun         | Encore mineur au moment de la succession à son grand-oncle, il est élevé par son grand-père Foulques Nerra, qui assure la régence du comté. Ce dernier en profita pour attribuer des places fortes à quelques-uns des proches, comme Hamelin de Langeais à Prunay (cité fondée par l'évêque Renaud). |
|          | Foulques de Vendôme dit l'Oison († 1066)       | 1028 – 1032 | aucun         | Frère puîné de Bouchard II, à qui il succéda, avec sa mère Adèle comme co-régente du fait de sa minorité,. |

### Première maison d'Anjou
Co-régente avec son fils Foulques l'Oison, la relation entre les deux se détériora rapidement au point qu'Adèle de Vendôme-Anjou décide en 1032 de vendre sa part à son demi-frère, alors héritier du comté d'Anjou, Geoffroy Martel,.
| Portrait | Nom                                                                   | Période     | Autres titres                | Notes |
| -------- | --------------------------------------------------------------------- | ----------- | ---------------------------- | --- |
|          | Geoffroy Ier de Vendôme puis Geoffroy II d'Anjou, dit Martel († 1060) | 1032 – 1058 | comte d'Anjou et de Touraine | Obtenant gain de cause devant le roi Henri, Geoffroy Martel confirma sa mainmise sur le Vendômois, avant d'entrer en rébellion contre son propre père, Foulques Nerra. Vaincu en 1039, il lui succéda dès 1040, puis conquit la Touraine en 1044, en prenant le dessus sur le comte Thibaud III de Blois. |

### Maison de Nevers (restauration)
| Portrait | Nom                                           | Période     | Autres titres       | Notes |
| -------- | --------------------------------------------- | ----------- | ------------------- | --- |
|          | Foulques de Vendôme dit l'Oison († 1066)      | 1052 – 1066 | aucun               | Craignant l'influence grandissante de Geoffroy Martel (qui contrôle alors le Vendômois, l'Anjou et la Touraine), le roi Henri Ier reconsidéra le titre de comte de Vendôme en faveur de Foulques, qui en récupéra la moitié en 1052, puis la totalité en 1058.                                                   |
|          | Bouchard III de Vendôme dit le Jeune († 1085) | 1066 – 1085 | seigneur de Nouâtre | Fils de Foulques l'Oison et de Pétronille de Château-Gontier, il est mineur au moment de la succession et est donc placé (jusqu'en 1076) sous la tutelle de son oncle Guy de Nevers,, qui avait auparavant acquis la seigneurie de Nouâtre. Guy étant mort sans descendants, Bouchard hérita du fief de Nouâtre. |

Bouchard III s'éteignit, comme ses deux oncles, sans laisser de descendance. Le comté est transmis à son parent masculin le plus proche, son beau-frère, Geoffroy III de Preuilly, en sa qualité d'époux d'Eufrosine, fille également de Foulques l'Oison.

### Maison de Preuilly
| Portrait | Nom                                                                         | Période     | Autres titres                      | Notes |
| -------- | --------------------------------------------------------------------------- | ----------- | ---------------------------------- | --- |
|          | Geoffroy III de Preuilly puis Geoffroy II de Vendôme, dit Jourdain († 1102) | 1085 – 1102 | seigneur de Preuilly et de Nouâtre | Époux d'Eufrosine de Vendôme et beau-frère de Bouchard III, son père était par ailleurs trésorier à la basilique Saint-Martin de Tours. Sa mère, Almodis, était issue de la maison de Blois, facilitant ainsi les relations avec le comté voisin[réf. nécessaire]. Une guerre éclata contre Raoul et Lancelin de Beaugency, menant Geoffroy à l'emprisonnement de 1087 à 1090. Après plusieurs tensions avec l'abbaye de la Trinité de Vendôme et sous pressions du pape Urbain II, il est excommunié avant de s'engager dans seconde vague de la Première croisade, mais trouva la mort en Palestine,. Son fils cadet, Eschivard, hérita de Preuilly, tandis que son dernier, Engelbaud, devint archevêque de Tours. |
|          | Geoffroy III de Vendôme, dit Grisegonelle († 1145)                          | 1102 – 1145 | aucun                              | Fils aîné du précédent, auquel il succéda après une période de régence de sa mère Euphrosine du fait du départ en croisade de son père, il poursuivit les démêlés avec les moines de la Trinité. Après avoir pris part à l'assaut de la Normandie anglaise avec Louis VI, il part en en Terre sainte mais meurt à son retour. |
|          | Jean Ier de Vendôme († 1182)                                                | 1145 – 1182 | aucun                              | Fils de Geoffroy Grisegonelle et de Mahaud de Châteaudun, il résista à un assaut de Thibaud V de Blois. Malgré d'autres tensions avec les moines de la Trinité, l'intervention de l'évêque de Chartres, Jean de Salisbury. |
|          | Bouchard IV de Vendôme († 1202)                                             | 1182 – 1202 | seigneur de Lavardin               | Fils de Jean Ier avec dame Richilde, de qui il hérita le château et la seigneurie, depuis intégrée au comté. Par l'entremise du roi Henri II d'Angleterre (également comte d'Anjou), il mit fin au conflit avec l'abbaye de la Trinité par une donation confirmée par Urbain III. |
|          | Jean II de Vendôme († vers 1208)                                            | 1202 – 1208 | aucun                              | Petit-fils du précédent, son père ne put régner car il mourut lors du siège d'Acre, au cours de la troisième croisade. Après un pèlerinage à Saint-Jacques-de-Compostelle, Jean II mourut à son tour, sans avoir été marié. |
|          | Jean III de Vendôme, dit l'Ecclésiastique († 1217)                          | 1208 – 1217 | aucun                              | D'abord destiné à l'Église en tant que trésorier de la cathédrale d'Angers puis prévôt de la collégiale Saint-Georges de Vendôme, il hérite du comté après son neveu, et épouse Marie de Châtillon. Le couple ne laissa pas de postérité. |

Jean III s'éteignit, comme son neveu, sans laisser de descendance. Le comté est transmis à son parent masculin le plus proche, son beau-frère, Jean de Montoire, en sa qualité d'époux d'Agnès, fille également de Bouchard IV.

### Maison de Montoire
| Portrait | Nom                                               | Période     | Autres titres | Notes |
| -------- | ------------------------------------------------- | ----------- | --- | --- |
|          | Jean de Montoire puis Jean IV de Vendôme († 1240) | 1217 – 1240 | seigneur de Montoire | Fils de sire Pierre II de Montoire et d'Agnès de Vendôme, il permet la réunion de Montoire, dernière grande seigneurie autonome, au comté, mettant ainsi fin aux rivalités internes,. |
|          | Pierre de Vendôme († 1249)                        | 1240 – 1249 | aucun | Fils du précédent, il accompagna Saint Louis lors de la septième croisade, mais mourut sur l'île de Chypre. |
|          | Bouchard V de Vendôme († 1270)                    | 1249 – 1270 | aucun | Fils du croisé Pierre, il participa également à la septième croisade en suivant le frère de Saint Louis, le comte Charles Ier d'Anjou, avant d'assister à son couronnement en tant que roi de Naples et de Sicile, en 1266. |
|          | Jean V de Vendôme († 1315)                        | 1270 – 1315 | seigneur de Castres | Fils aîné du précédent, Jean V poursuivit le service de son père auprès de son suzerain, le roi de Sicile. Préférant vivre à Castres qu'il hérita de sa femme, il divisa son comté en deux : le Haut-Vendômois, inclus dans le diocèse de Chartres, et le Bas-Vendômois, dépendant de l'évêché du Mans et avec Montoire comme capitale.        |
|          | Bouchard VI de Vendôme († 1354)                   | 1315 – 1354 | seigneur de Castres | Fils du précédent, il fut aussi un fidèle du prince Jean de France (futur Jean II), et signa le premier acte de paix durable avec le comté de Blois. |
|          | Jean VI de Vendôme († 1364)                       | 1354 – 1364 | comte de Castres | Fils du précédent et d'Alix de Bretagne, il poursuivit le service de son père auprès de Jean II, dont il assista au couronnement en 1350. En récompense de ses actions, la seigneurie de Castres fut élevée, au même titre que Vendôme, en comté.                                                                                              |
|          | Bouchard VII de Vendôme († 1371)                  | 1364 – 1371 | comte de Castres ; seigneur de Bonneval, Lusignan, La Charité-sur-Loire, Bréhémont, Épernon, Ponthieu, Mondoubleau, La Ferté-Alais                                       | Fils du précédent avec Jeanne de Ponthieu, de il hérita le patrimoine, il saisit l'opportunité d'un double mariage avec la famille royale : Bouchard épousa ainsi Isabelle de Bourbon, et sa sœur Catherine fut mariée à Jean de Bourbon, comte de la Marche et frère d'Isabelle.                                                              |
|          | Jeanne de Vendôme († 1372)                        | 1371 – 1372 | comtesse de Castres, dame d'Épernon | Fille unique de Bouchard VII, elle hérita du comté en pleine enfance, mais mourut seulement un an plus tard. |
|          | Catherine de Vendôme († 1412)                     | 1372 – 1403 | - comtesse de Castres - dame d'Épernon - dame de Lézignan - dame du Teil - dame de Bréthancourt - dame de Rémalard - dame de Clacy - dame de Cailly - dame de Quillebeuf | Fille de Jean VI et sœur de Bouchard VII, elle devient l'héritière du comté qu'elle gouverne avec son mari, Jean Ier de Bourbon-La Marche. Devenue veuve en 1393, elle reprit seule l'administration du comté comme régente lors de la minorité de leurs fils. Elle se retira en 1403, laissant la place libre à Louis Ier de Bourbon-Vendôme. |

### Maison de Bourbon-Vendôme
| Portrait | Nom                                                             | Période     | Autres titres                          | Notes |
| -------- | --------------------------------------------------------------- | ----------- | -------------------------------------- | --- |
|          | Jean Ier de Bourbon-La Marche puis Jean VII de Vendôme († 1393) | 1372 – 1393 | comte de la Marche, seigneur d'Épernon | Comte de Vendôme par son mariage avec la comtesse Catherine, il vécut en Vendômois mais mourut en 1393, laissant le comté à son fils, Louis, âgé de 17 ans, sous la tutelle de sa mère la comtesse titulaire.             |
|          | Louis Ier de Bourbon-Vendôme († 1446)                           | 1403 – 1424 | seigneur d'Épernon et de Mondoubleau   | Fils cadet du précédent, Louis hérita du patrimoine de sa mère, qui reste au gouvernement du comté jusqu'en 1403. Après avoir racheté Mondoubleau, il est plusieurs fois fait prisonnier par les Anglais ou leurs alliés. |

### Occupation anglaise
| Portrait | Nom                        | Période     | Autres titres             | Notes |
| -------- | -------------------------- | ----------- | ------------------------- | --- |
|          | Robert Willoughby († 1452) | 1424 – 1430 | baron Willoughby d'Eresby | En 1424, ce fidèle du duc de Bedford, Jean de Lancastre, est nommé par ce dernier comte de Vendôme, au détriment du comte légitime, Louis Ier. Néanmoins, il se retire de Vendôme en conséquence de la libération d'Orléans (1429), mais reçut le comté de Beaumont-sur-Oise en guise de dédommagement. |

### Maison de Bourbon-Vendôme (restauration)
| Portrait | Nom                                                          | Période     | Autres titres                                                                      | Notes |
| -------- | ------------------------------------------------------------ | ----------- | ---------------------------------------------------------------------------------- | --- |
|          | Louis Ier de Bourbon-Vendôme († 1446)                        | 1430 – 1446 | seigneur d'Épernon et de Mondoubleau                                               | Spolié par les Anglais, Louis Ier participe à la libération d'Orléans auprès de Jeanne d'Arc (1429), à la Pragmatique Sanction de Bourges (1438) ainsi qu'à la révolte de la Paguerie (1440). |
|          | Jean VIII de Bourbon-Vendôme († 1477)                        | 1446 – 1477 | seigneur d'Épernon et de Mondoubleau                                               | Fils du précédent et de Jeanne de Laval, il reste fidèle à Charles VII et participe notamment au siège de Rouen, à celui de Fronsac et à la prise de Bordeaux. Marié à Isabelle de Beauvau, il mourut selon la légende empoisonné par une missive de Louis XI.                                                                              |
|          | François de Bourbon-Vendôme († 1495)                         | 1477 – 1495 | comte de Saint-Pol, de Soissons et de Marle ; seigneur d'Épernon et de Mondoubleau | Fils du précédent, il n'avait que 7 ans lorsqu'il accéda au comté, et fut donc placé sous la tutelle de son beau-frère, Louis de Joyeuse. Obtenant de Charles VIII la réunion de Mondoubleau au comté, il est déclaré exempt de la vassalité envers le duc d'Anjou ou le comte du Maine : son seul suzerain est désormais le roi de France. |
|          | Charles IV de Bourbon ou Charles de Bourbon-Vendôme († 1537) | 1495 – 1515 | comte de Conversano, de Soissons et de Marle ; seigneur d'Épernon                  | Fils du précédent, il n'avait que 6 ans lorsqu'il accéda au comté, et fut donc placé sous la tutelle de sa mère, Marie de Luxembourg-Saint-Pol. Il s'illustra comme un fidèle de Louis XII puis de François Ier, qu'il suivit en Italie. |

## Liste des ducs (1515–1712)
En février 1515, le comté de Vendôme est élevé en duché-pairie, en faveur du titulaire du moment, Charles de Bourbon-Vendôme.
L'élévation du comté de Vendôme en duché ne s'explique pas par des actes héroïques (la bataille de Marignan se déroulant en septembre 1515), mais parce que, depuis le sacre de François Ier en janvier 1515, les Bourbon-Vendôme deviennent la prochaine branche héritière du trône de France[réf. nécessaire], la branche aînée des Bourbons étant déjà condamnée à ne pas avoir de postérité — cette dernière s'éteignit en 1527 en la personne du connétable Charles III de Bourbon, suite à quoi les Bourbon-Vendôme héritèrent des armoiries de la branche aînée de Bourbon.

### Première création (1515–1589)
| Portrait | Nom                                                                                 | Période     | Autres titres                                                     | Notes |
| -------- | ----------------------------------------------------------------------------------- | ----------- | ----------------------------------------------------------------- | --- |
|          | Charles IV de Bourbon ou Charles de Bourbon-Vendôme († 1537)                        | 1515 – 1537 | comte de Conversano, de Soissons et de Marle ; seigneur d'Épernon | Après avoir participé à la prise du duché de Milan et à la bataille de Marignan, il est fait prisonnier par Charles Quint. Une fois libéré, il se retira des affaires d'ordre national. |
|          | Antoine de Bourbon († 1562)                                                         | 1537 – 1555 | duc de Beaumont, seigneur d'Épernon, roi consort de Navarre       | Fils du premier duc de Vendôme et de Françoise d'Alençon, il n'avait que 18 ans lorsqu'il succéda à son père. Proche des Protestants depuis son mariage, il épousa la princesse héritière de Navarre, Jeanne d'Albret, qui le fit roi de Navarre en 1555. En conséquence, il céda le Vendômois à son fils aîné, Henri. |
|          | Henri de Bourbon-Vendôme, puis Henri III de Navarre, et Henri IV de France († 1610) | 1555 – 1589 | seigneur d'Épernon, roi de France et de Navarre                   | Fils du duc Antoine devenu roi de Navarre, il ne séjourna que quelquefois à Vendôme, notamment pour y célébrer les obsèques de ses parents, enterrés au sein de la collégiale Saint-Georges. Devenu à son tour roi de Navarre puis héritier présomptif du roi Henri III, il est sacré roi de France en 1589. Il choisit d'organiser son couronnement non à Reims comme le voulait l'usage, mais à Chartres, capitale du diocèse auquel appartient Vendôme. |

L'accession du duc Henri de Bourbon, en 1589, au trône de France — sous le nom de Henri IV — conduit à la réunion définitive du duché de Vendôme au royaume de France. En comparaison avec ses régions voisines, c'est relativement tardif : l'Anjou, le Maine, la Normandie et la Touraine ayant été conquis entre 1202 et 1205, le Chartrain racheté en 1286, et le Blésois et la Bretagne réunis en 1547.

### Seconde création (1598–1712)
| Portrait | Nom                                                                                   | Période     | Autres titres                                                  | Notes |
| -------- | ------------------------------------------------------------------------------------- | ----------- | -------------------------------------------------------------- | --- |
|          | César de Vendôme († 1665)                                                             | 1598 – 1665 | duc d'Étampes et de Beaufort                                   | Fils légitimé de Henri IV, né avant même Louis XIII, il est apanagé du duché originel de son père. De sa mère Gabrielle d'Estrées, il hérita du fief de Beaufort alors élevé en duché-pairie. Marié à ses 9 ans à Françoise de Lorraine, qui le fit duc d'Étampes, le couple est alors l'un des plus riches du royaume.                  |
|          | Louis II de Bourbon-Vendôme († 1669)                                                  | 1665 – 1669 | duc d'Étampes et de Mercœur, vice-roi de Catalogne             | Fils aîné du précédent, il est d'abord titré duc de Mercœur en héritage de sa mère, puis est nommé vice-roi de la Première République catalane en 1649[réf. nécessaire], puis cardinal par le pape Alexandre VII. Il participa d'ailleurs au conclave de 1667. Devenu duc de Vendôme à l'âge de 52 ans, il garda le duché à peine 4 ans. |
|          | Louis III de Bourbon-Vendôme ou Louis Joseph de Vendôme dit le Grand Vendôme († 1712) | 1669 – 1712 | duc d'Étampes, de Beaufort et de Mercœur ; comte de Penthièvre | Fils de Louis II et de Laure Mancini, il intégra l'armée sous l'égide du maréchal de Turenne, puis s'illustra aux yeux de Louis XIV lors du siège de Fribourg de 1677. Réputé homosexuel comme son grand-père César, il épousa sa cousine Marie-Anne de Bourbon-Condé, mais le couple ne laissa pas de descendance[réf. nécessaire].     |

La mort sans descendance du duc Louis III met fin à l'apanage concédé par Henri IV. Son frère Philippe se vit refuser le renouvellement de cet apanage par Louis XIV puis par le Régent, Philippe d'Orléans, au prétexte que le titre de duc était incompatible avec son statut de grand prieur de l'ordre de Saint-Jean de Jérusalem. 
Depuis, le duché de Vendôme a définitivement été réuni au domaine royal, et un premier bailliage royal relevant directement du parlement de Paris est instauré dès novembre 1713. En 1752, est créé un second bailliage avec Mondoubleau comme chef-lieu. En 1755, le Vendômois se retrouve temporairement inclus au sein de l'apanage du comté de Provence accordé par Louis XV à l'un de ses fils, Louis-Stanislas de France (devenu Louis XVIII à la Restauration).

## Titre de courtoisie
- 1895-1931 : Emmanuel d'Orléans (1872-1931).
- depuis 1987 : Jean d'Orléans (né en 1965), prétendant orléaniste au trône de France à partir de 2019.